# 並木徹
並木 徹（なみき とおる、1944年9月25日 - ）は、日本の通商産業省（現・経済産業省）官僚。

## 経歴
満洲に生まれ、福岡県で育つ。1963年福岡県立修猷館高等学校を経て、1967年東京大学工学部電気工学科を卒業。
1967年4月通商産業省に入省。1981年8月大臣官房企画調査官、同年10月工業技術院（現・産業技術総合研究所）技術調査課長、1984年6月海外電力調査会ワシントン事務所長、1987年6月資源エネルギー庁公益事業部技術課長、1990年6月工業技術院総務部総務課長、1992年6月大臣官房参事官（立地公害局担当）、1993年6月資源エネルギー庁長官官房審議官、1996年6月大臣官房技術総括審議官を経て、1997年7月環境立地局（現・産業技術環境局）長に就任。
1998年8月安田火災海上（現・損害保険ジャパン）顧問を経て、2000年6月電源開発取締役、2002年4月同常務取締役、2004年6月特任顧問。
2000年1月日本エネルギー学会会長、2005年原子力発電技術機構理事長を務めた。